# Lemi
Lemi (föråldrat svenskt ortnamn: Klemis) är en kommun i landskapet Södra Karelen i Finland. Lemi har 2 917 invånare och har en yta på 262,48 km².
Lemi är enspråkigt finskt.
Kommunen är bland annat känd för sin röda potatissort, Lemin punainen, och den traditionella maträtten särä vars huvudingredienser är lammkött och potatis.

## Namn
Det gamla svenska namnet Klemis finns inte med i Institutet för de inhemska språkens förteckning över svenska ortnamn i Finland. Det officiella svenska namnet är numera Lemi.

## Politik

### Mandatfördelning i Lemi kommun, valen 1976–2021
| 1 | 4 | 2 | 14 |

| 1 | 3 | 2 | 12 | 1 | 2 |

| 1 | 2 | 3 | 12 | 3 |

| 2 | 1 | 2 | 13 | 3 |

| 3 | 1 | 2 | 12 | 3 |

| 2 | 1 | 1 | 11 | 1 | 5 |

| 2 | 1 | 1 | 12 | 1 | 4 |

| 4 | 1 | 1 | 10 | 2 | 3 |

| 13 | 8 |

| 1 | 2 | 2 | 9 | 2 | 5 |

| 14 | 7 |

| 1 | 1 | 3 | 10 | 1 | 5 |

| 16 | 5 |

| 2 | 2 | 12 | 5 |

| 14 | 7 |

| 3 | 1 | 2 | 10 | 5 |

| 15 | 6 |

## Befolkningsutveckling
| Befolkningsutvecklingen i Lemi kommun 1975–2020                                                              | Befolkningsutvecklingen i Lemi kommun 1975–2020 | Befolkningsutvecklingen i Lemi kommun 1975–2020 | Befolkningsutvecklingen i Lemi kommun 1975–2020 | Befolkningsutvecklingen i Lemi kommun 1975–2020 |
| --- | ----------------------------------------------- | ----------------------------------------------- | ----------------------------------------------- | ----------------------------------------------- |
| |                                                 |                                                 |                                                 |                                                 |
| År |                                                 |                                                 | Folkmängd                                       |                                                 |
| 1975 | 1975                                            |                                                 | 2 763                                           |                                                 |
| 1980 | 1980                                            |                                                 | 2 851                                           |                                                 |
| 1985 | 1985                                            |                                                 | 2 865                                           |                                                 |
| 1990 | 1990                                            |                                                 | 3 141                                           |                                                 |
| 1995 | 1995                                            |                                                 | 3 147                                           |                                                 |
| 2000 | 2000                                            |                                                 | 3 137                                           |                                                 |
| 2005 | 2005                                            |                                                 | 3 107                                           |                                                 |
| 2010 | 2010                                            |                                                 | 3 064                                           |                                                 |
| 2015 | 2015                                            |                                                 | 3 073                                           |                                                 |
| 2020 | 2020                                            |                                                 | 2 964                                           |                                                 |
| Anm: Uppgifterna avser förhållandena den 31 december nämnda år enligt områdesindelningen den 1 januari 2022. |                                                 |                                                 |                                                 |                                                 |